# Protestas contra la homofobia en Tiflis de 2013
Una manifestación contra la homofobia en Tiflis, Georgia, se llevó a cabo el 17 de mayo de 2013, Día Internacional contra la Homofobia. Los activistas de los derechos de los homosexuales que celebraban la manifestación se encontraron con miles de manifestantes que se oponían a la homosexualidad, que rompieron un cordón policial y los persiguieron violentamente, golpeándolos y arrojándoles piedras.
Dos días antes, Elías II de Georgia, líder de la Iglesia Ortodoxa de Georgia, había pedido que se prohibiera la manifestación por los derechos de los homosexuales, describiendo la homosexualidad como una "anomalía y enfermedad". El día antes de la manifestación, el primer ministro Bidzina Ivanishvili afirmó que las personas LGBT "tienen los mismos derechos que cualquier otro grupo social" en Georgia.
Decenas de activistas por los derechos de los homosexuales se habían reunido en el centro de Tiflis para la manifestación. Se informó que 20 000 miembros de la iglesia ortodoxa georgiana protestaron, encabezados por sacerdotes de la iglesia, y se produjo un enfrentamiento en el parque Pushkin, cerca de la Plaza de la Libertad. Las fuerzas policiales no impidieron a los manifestantes homofóbicos correr hacia los participantes en la manifestación contra la homofobia, como pedían los sacerdotes. Los manifestantes contra la homofobia fueron evacuados por la policía en autobuses, que fueron atacados por los contramanifestantes. En los enfrentamientos resultaron heridas 17 personas.

## Reacciones
La violencia fue ampliamente condenada por embajadas extranjeras y organizaciones no gubernamentales, incluidas Transparency Georgia, la Organización de Jóvenes Abogados de Georgia y Amnistía Internacional. Elías II de Georgia condenó cualquier violencia, pero reiteró su opinión de que la homosexualidad es un pecado y no debe popularizarse. El Ministerio del Interior inició una investigación y prometió procesar a los autores. Paul Rimple y Mark Mullen han descrito los acontecimientos como parte de una lucha más amplia entre la iglesia y el gobierno secular.
El 16 de diciembre de 2021, el Tribunal Europeo de Derechos Humanos dictaminó que la falta de protección de la manifestación por parte del estado de Georgia constituía una violación de los artículos 3, 14 y 11 de la Convención Europea de Derechos Humanos.